# I Go to Sleep
«I Go to Sleep» — це кавер пісня рок-гурту, The Pretenders, яка була випущена в 1981, році, з студійного, альбому, Pretenders II, ця пісня досягнула, в UK Singles Chart, 7-го місця, дана пісня написана, британським музикантом, Рейом Девісом.